# William Vivanco
 (juillet 2012).
Si vous disposez d'ouvrages ou d'articles de référence ou si vous connaissez des sites web de qualité traitant du thème abordé ici, merci de compléter l'article en donnant les références utiles à sa vérifiabilité et en les liant à la section « Notes et références ».
William Vivanco est né en 1975 à Santiago, Cuba. Artiste cubain réputé et accompli, il est à la fois compositeur, interprète et musicien. La chanson Cimarron, extraite de son premier album Lo tengo to’pensao (Bis Music, 2002) l’a rendu célèbre à travers le monde.

## Biographie
William Vivanco grandit à Santiago où il apprend la guitare et joue dans la rue pour les touristes. Il fait partie d’une chorale professionnelle d’enfants dans laquelle il apprend les techniques vocales qui lui permettront plus tard de développer son propre style musical. 
William Vivanco vient à La Havane pour la première fois à l’âge de 23 ans. Il enregistre son premier album «  Lo tengo to’pensao » en 2002, un mélange de musique brésilienne, de pop et de reggae.
William Vivanco acquiert sa renommée grâce à l’un des titres de l’album intitulé « Cimarron », qui raconte l’histoire d’esclaves africains qui fuient leurs maîtres espagnols. Le vidéo-clip de cette chanson lui vaut plusieurs nominations aux « Premios Lucas », une cérémonie qui récompense les meilleurs clips de l’année à Cuba.
La réputation de William Vivanco traverse les frontières et grandit en Europe. Il participe à de nombreux festivals tels que les “Transmusicales de Rennes” en 2003, « Les Nuits de Fourvière » à Lyon en 2004, ou encore le festival « les Nuits du Sud » à Vence.
En 2006, William Vivanco enregistre son second album solo, produit par Descemer Bueno et Roberto Carcassés et intitulé «  La Isla Milagrosa ». Pour la réalisation de ce nouvel album, William Vivanco s’est inspiré de la musique de Santiago - une musique plus cubaine, rythmique et traditionnelle.

## Discographie
- 2002: Lo Tengo To' Pensa'o
- 2006: La Isla Milagrosa
- 2009: El Mundo Está Cambia'o